# Distretto di Ōra
Il distretto di Ōra (邑楽郡, Ōra-gun?) è uno dei distretti della prefettura di Gunma, in Giappone.
Attualmente fanno parte del distretto i comuni di Chiyoda, Itakura, Meiwa, Ōizumi e Ōra.
| Controllo di autorità | VIAF (EN) 146666158 · LCCN (EN) n86103758 · J9U (EN, HE) 987007562434605171 · NDL (EN, JA) 00537168 |